# Torre de Redondos
A Torre de Redondos, também referida como Castelo de Redondos, localiza-se na povoação e na freguesia de Buarcos, Município de Figueira da Foz, Distrito de Coimbra, em Portugal.
No cruzamento da Rua de Santa Cruz com a Rua do Castelo, na realidade trata-se apenas de um cunhal, remanescente de uma antiga torre, integrante do desaparecido Castelo de Redondos.
Esta estrutura remanescente encontra-se classificada como Imóvel de Interesse Municipal, por Decreto publicado em 6 de Março de 1996.

## História
Defesa deste antigo ancoradouro na foz do rio Mondego, o castelo encontra-se citado em uma doação de D. Afonso Henriques (1112-1185), com a data de 1143. Apresentava planta quadrada e erguia-se em posição dominante sobre a povoação medieval.
Com a construção do Fortaleza de Buarcos, a partir do século XIV, perdeu importância estratégica, vindo a desaparecer.
As ruínas estiveram na posse do Mosteiro de Santa Cruz de Coimbra – foram adquiridas em hasta pública, no século XIX por privados após a extinção das ordens religiosas em 1834, estando na posse da mesma família.
Em 1854 o ministério das Obras Públicas ordenou a sua demolição, tendo sido poupado apenas o cunhal que hoje se encontra erigido, para ser utilizado como marca marítima e também para medições topográficas e geodésicas”.
Em 2021, os proprietários das ruínas vão assinar um contrato de comodato com o Município da Figueira da Foz, que ficará com a gestão daquele monumento por 25 anos. A proposta de contrato visa um projecto de recuperação e valorização do monumento.